# 梅瑞狄斯·布鲁萨德
梅瑞狄斯·布鲁萨德（英語：Meredith Broussard）是一位美国学者，现为纽约大学新闻学教授，常为《大西洋》、《哈泼斯》等杂志撰稿，作品有《人工不智能：计算机如何误解世界》（Artificial Unintelligence：How Computers Misunderstand the World）等。